# محمد الثقفي
محمد الثقفي نحات وفنان تشكيلي سعودي (ولد في الطائف عام 1976م). وهو رئيس لجنة الفنون التشكيلية في فرع جمعية الثقافة والفنون في الطائف، ومن أبرز أعماله نحت ونقش أبيات من المعلقات على صخور ملتقى سوق عكاظ في الطائف. أقام عدداً من المعارض الفنية الشخصية في النحت، وله أكثر من معرض ثنائي وأكثر من مائتي مشاركة في معارض جماعية داخل وخارج السعودية.  ومن معارضه الشخصية معرض (غياهب) عام 2022، ومعرض (الأسطورة والحجر) عام 2007.

## التعليم
- حاصل على الماجستير من جامعة أم القرى، وعنوان رسالته (اتجاهات النحت المعاصر في المملكة العربية السعودية دراسة تحليلية) عام 2015.[7][8]

## العمل
- رئيس لجنة الفنون التشكيلية في فرع جمعية الثقافة والفنون في الطائف.[9]
- عضو مؤسس في الجمعية السعودية للفنون التشكيلية.
- عضو الجمعية السعودية للثقافة والفنون.[2]

## معارض فنية وأعمال
- أقام معرضه الشخصي الرابع (غياهب) في مونو جاليري في الرياض عام 2022.[10] وقدّم فيه منحوتات هي خلاصة تجربته التي تجاوزت خمسة وعشرين عاماً في مجال النحت.[6]
- أقام معرضه الشخصي الثالث تحت عنوان (نقاء) في صالة داما ارت للفنون التشكيلية في جدة عام 2016.
- أقام معرضه الشخصي الثاني (تجليات) في جاليري تراث الصحراء في الخبر عام 2016.[11]
- أقام معرضة الشخصي الأول (الأسطورة والحجر) في قصر شبرا التاريخي بالطائف عام 2007.
- أقام معرض معرض ثنائي بعنوان (برونز) مع النحات معتصم الكبيسي في غاليري مونو بالرياض عام 2019.[12]
- شارك في سمبوزيوم طويق الدولي للنحت 2019.
- شارك في ملتقى روما للفنون التشكيلية في إيطاليا عام 2018.
- شارك ملتقى المدينة المنورة الدولي للنحت تحت عنوان (فن النحت) عام 2018.[13]
- شارك في السمبوزيوم الأول للنحت على الرخام في وزارة الثقافة عام 2012.[14]
- شارك في معرض الأسبوع الثقافي السعودية في روسيا عام 2007.
- شارك في معرض اليونسكو في النمسا عام 2007.
- شارك في معرض الأسبوع الثقافي السعودي في السنغال 2008.
- شارك في معرض أنامل سعودية في ألمانيا عام 2008.
- شارك في ملتقى مكناس الدولي الأول للفنون التشكيلية في المغرب عام 2009.[15]
- قدم محاضرة بعنون (أوراق نحتية) في جاليري آرت الطائف 2018.[16]
- له العديد من الأعمال الميدانية في تونس والدوادمي والصالة الملكية في استاد الملك عبدالله الرياضي بجدة، وعمل ميداني بالطريق السياحي بين الطائف والباحة.

### منحوتات سوق عكاظ
- من أبرز أعمال الفنان محمد الثقفي نقش أبيات من المعلقات على الصخور في ملتقى سوق عكاظ عام 2009م[2][17] فقد نحت أبياتاً مختارة من المعلقات على 22 صخرة، واستغرقت عملية الكتابة نقشاً وحفراً 11 يوماً.[18]

## الجوائز
- حصل على المركز الثاني في مسابقة أبها الثقافية مجال الإبداع الفني (النحت) لعام 36/1437هـ (2016م).[19]
- حصل على جائزة النحت في مسابقة مقامات للفن المعاصر بالرياض 2013م.
- حصل على المركز الأول في مسابقة القصبي عام 2013م.
- حصل على أوسكار النحت في ببينالي الثقافة والفنون في القاهرة 2011 م
- حصل على المركز الثالث في مسابقة النحت من وزارة الثقافة والإعلام عام 2010م.
- حصل على جائزة اقتناء في معرض الشباب الأول عام 2010م.[20]